# 国友鼎

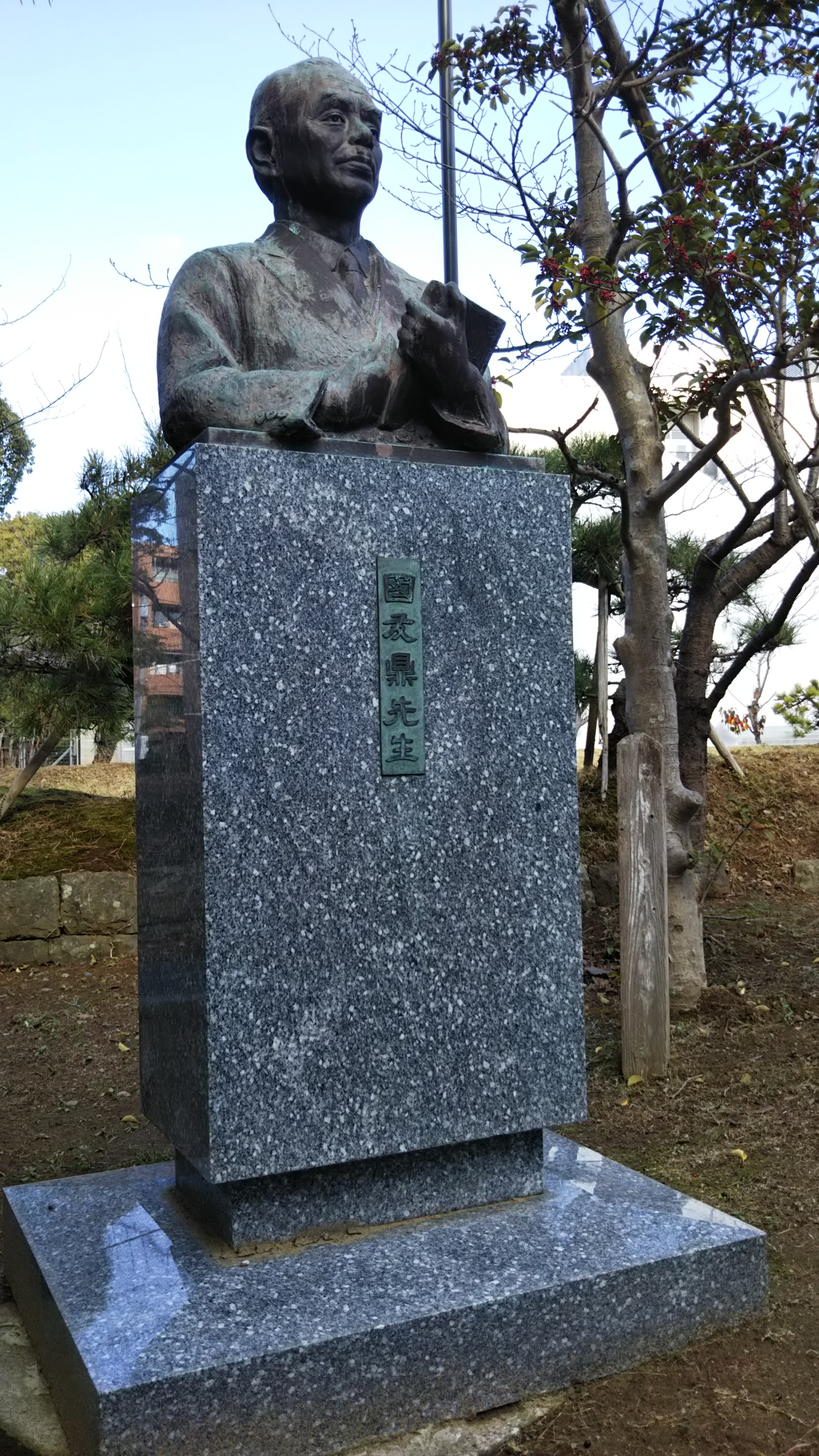
長崎大学医学部 正門横に設置されている胸像

国友 鼎（くにとも かなえ、1877年（明治10年）1月23日 - 1957年（昭和32年）1月14日）は、日本の医学者。

## 経歴
1877年（明治10年）1月23日 大分県大野郡川登村（現・臼杵市）に生まれる。
1900年（明治33年）11月 第五高等学校医学部卒業。
1904年（明治37年）7月 長崎医学専門学校教授就任。
1913年（大正2年）10月 高等官三等に叙任。
1923年（大正12年） 長崎医専の大学昇格と共に長崎医科大学教授に就任。
1931年（昭和6年） 日本解剖学会理事長に就任。
1940年（昭和15年） 長崎市会議長に就任。
1941年（昭和16年） 県立長崎博物館長に就任。
解剖学の1分野である発生学、とりわけ日本人の胎児の研究を生涯のテーマとして、国内はもとより海外においても第一人者として知られる。
こうした功績により、高等官一等正三位勲二等の勲章に叙せられ、1937年（昭和12年）3月に長崎大学第1回名誉教授の名称を授けられた。
長崎市議会議員として、1945年（昭和20年）10月には原爆の被害を受けた浦上天主堂の保存を長崎市会に提議した。
被爆により壊滅的な被害を受け、廃校と判定された長崎医科大学に対し、古谷野宏平らと共にGHQへ陳情し、長崎医科大学の存続に尽力した。